# Micro scope
Pour l’article ayant un titre homophone, voir Microscope (homonymie).
micro_scope est une société de production de cinéma québécoise à Montréal, créée en 2002. Elle est dirigée par les producteurs Luc Déry et Kim McCraw.

## Filmographie
- 2005 : Familia
- 2006 : Congorama
- 2007 : Continental, un film sans fusil
- 2008 : C'est pas moi je le jure !
- 2010 : Incendies
- 2011 : Monsieur Lazhar
- 2011 : En terrains connus
- 2012 : Inch'Allah
- 2013 : Gabrielle
- 2013 : Whitewash
- 2013 : Enemy
- 2014 : Tu dors Nicole
- 2015 : Guibord s'en va-t-en guerre
- 2016 : Endorphine
- 2017 : Allure
- 2018 : À tous ceux qui ne me lisent pas
- 2020 : Mon année Salinger (My Salinger Year)
- 2021 : Les Oiseaux ivres de Ivan Grbovic (en)